# Покруја (Горж)
Покруја (рум. Pocruia) насеље је у Румунији у округу Горж у општини Тисмана. Oпштина се налази на надморској висини од 227 m.

## Становништво
Према подацима из 2002. године у насељу је живело 1119 становника, од којих су сви румунске националности.